# ベラクルス包囲戦
ベラクルス包囲戦（ベラクルスほういせん、英: Siege of Veracruz）は、米墨戦争でメキシコの重要な海港都市ベラクルスを包囲した戦闘である。1847年3月9日にアメリカ軍の大規模海陸協働作戦で始まり、3月29日のベラクルス市の降伏と占領で終わった。アメリカ軍はその後内陸のメキシコシティに向かって進軍した。

## 背景
モンテレーの戦いとブエナ・ビスタの戦い後、メキシコ北部での戦いは下火になった。ザカリー・テイラー将軍の占領軍大半はモンテレーの戦い後ウィンフィールド・スコット少将の指揮下に移された。スコットとワシントンD.C.の他の高官たちは次の行動を熟考した結果、ベラクルスで上陸すれば、内陸への侵攻地点を確保できるということで合意した。
メキシコ軍情報部はアメリカ軍がベラクルスを攻撃する作戦であることを前もって知ったが、政府内の抗争で無力のままであり、アメリカ軍が攻撃を始める前に是非とも必要な援軍を送ることができなかった。

### 参加した戦力

#### アメリカ軍
アメリカ軍遠征軍 - ウィンフィールド・スコット少将
- 正規軍第1師団; ウィリアム・J・ワース准将
  - 第1旅団 - ジョン・ガーランド大佐
  - 第2旅団 - ニューマン・S・クラーク大佐
- 正規軍第2師団; デイビッド・E・トウィッグス准将
  - 第1旅団 - パーシフォー・F・スミス准将
  - 第2旅団 - ベネット・ライリー准将
- 志願兵第3師団; ロバート･パターソン准将
  - 第1旅団 - ジョン・A・クィットマン准将
  - 第2旅団 - ギデオン・J・ピロー准将
  - 第3旅団 - ジェイムズ・シールズ准将
- 竜騎兵隊; ウィリアム・S・ハーニー大佐

本国戦隊; デイビッド・コナー海軍准将、マシュー・ペリー
スコットはその遠征のために特別の上陸用舟艇を要求し、ジョージ・M・トッテンがフィラデルフィアで建造した。

#### メキシコ軍
ベラクルスは当時西半球では最強の要塞と考えられていた。フアン・エステバン・モラレス准将が4,390名の守備隊を指揮し、ベラクルスを守る次の3つの砦に入っていた。
- サンチァゴ砦; 町の南端
- コンセプシオン砦; 町の北端
  - これら2つの砦には3,360名の兵士と89門の大砲が備えられた。砲兵隊、第2および第8歩兵連隊、第3軽装連隊、第11連隊の哨兵、プエブラ・リベレス、オリザバ、ベラクルス、オアハカおよびテフアンテペクの国防軍大隊、土木工兵および下士官海兵
- サン・フアン・デ・ウルア砦; 海上カレガ環礁、ホセ・デュラン将軍と1,030名の将兵と大砲135門。砲兵隊、プエブラとジャミルテペクの大隊、タクスパン中隊、タンピコとアルバルドの大隊

## 上陸

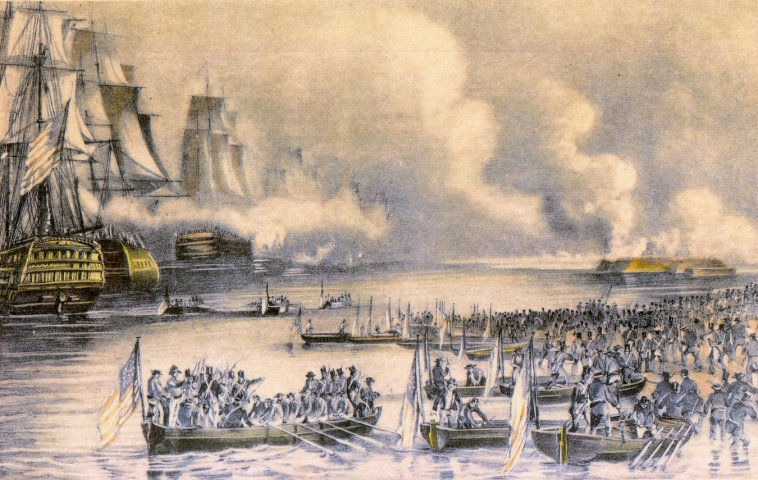
ベラクルスでの海陸協働攻撃

アメリカ陸軍と海軍は3月早くにベラクルスに到着した。スコットは敵の守りを調べ、この町は大砲の砲撃だけでは陥ちないと判断した。スコットはベラクルスの南3マイル (5 km) のコラド浜を上陸地点に選んだ。ワース指揮下の正規軍第1師団が上陸決行に選ばれた。コナーの艦船は浜から90ヤード（80m）まで近付き、必要ならば援護射撃を行うこととされた。
3月9日午前3時半、特殊上陸用舟艇に乗った第1師団が岸に漕ぎ寄せた。主力軍が浜に迫ったその直前に、1隻のギグ（カッターより小型の、艦長用の艦載船）が突進し、ワース将軍が肩まで来る海中に跳び込み、水中を歩いて浜に辿り着いた最初の者になった。ワースの全師団が発砲も銃弾を受けることもなく上陸した。その初日の23時までに、スコットの全軍が岸に上がった。アメリカ軍が行った最初の大規模海陸協働上陸作戦は成功した。

## 包囲戦

### 包囲
パターソンの師団は岸に上がると北方に行軍して町の完全な包囲を始めた。パターソンの配下、ギデオン・J・ピローの旅団がマリブランでメキシコ軍騎兵隊を撤退させ、町の水供給線を遮断した。クィットマンとシールズの旅団が包囲を破ろうとした騎兵隊を駆逐することができた。3日後にアメリカ軍は南のコラドから北のプラヤ・ベルガラまで7マイル (12 km) の包囲線を完成させた。

### 攻城戦
嵐が吹いて、スコット軍は暫く攻城砲を陸揚げできなかった。その間に攻囲軍は町からの突撃隊やゲリラ攻撃に悩まされた。フアン・アグヤヨ大佐が嵐に紛れてアルバラドの守備隊をベラクルスに入れた。パターソン将軍は町を強襲で取るべきと意見を述べた。スコットはそのような考えを拒否し、100名以上の兵士を失いたくないと言った。
3月18日、大砲が到着し、スコットは持てる戦力でウルア砦ではなく町の防御力を下げられると決断した。3月21日、コナーの副指揮官であるマシュー・ペリー海軍准将がバージニア州ノーフォークでUSSミシシッピの修繕を終えて戻り、コナーと戦隊指揮官の地位を後退した。ペリーとコナーはスコットと会見して包囲線における海軍の役割を協議し、ペリーは艦船から水兵が操作する大砲6門を攻城に使うことを提案した。岸ではロバート・E・リー大尉の指示で町から700ヤード（630m）の位置に砲台が築かれ、陸軍と海軍の攻城砲が据えられた。
3月22日、モラレスがスコットからの降伏要求を拒否し、アメリカ軍砲台は砲火を開いた。メキシコ軍の砲台も正確に応酬したが、アメリカ軍の損失はほとんど出なかった。コングリーヴ・ロケットが防御側に打ち込まれ、サンチァゴ砦に火を着けたので、メキシコ軍砲手はその陣地から退いた。メキシコ軍の士気が落ち始めた。
3月24日、パーシフォー・F・スミス准将の旅団がアントニオ・ロペス・デ・サンタ・アナが軍を率いてメキシコシティからベラクルス救援に向かっているという報告書を携えたメキシコ軍兵士1名を捕まえた。スコットはウィリアム・S・ハーニー大佐に100名の竜騎兵を付けてサンタ・アナがやって来そうな接近路を探らせた。ハーニーは約2,000名のメキシコ兵と砲兵隊が遠くない所にいると報告し、援軍を要求してきた。パターソン将軍が志願兵と竜騎兵の混成部隊を率いてハーニーの救援に向かい、敵軍を追い払った。

### 降伏

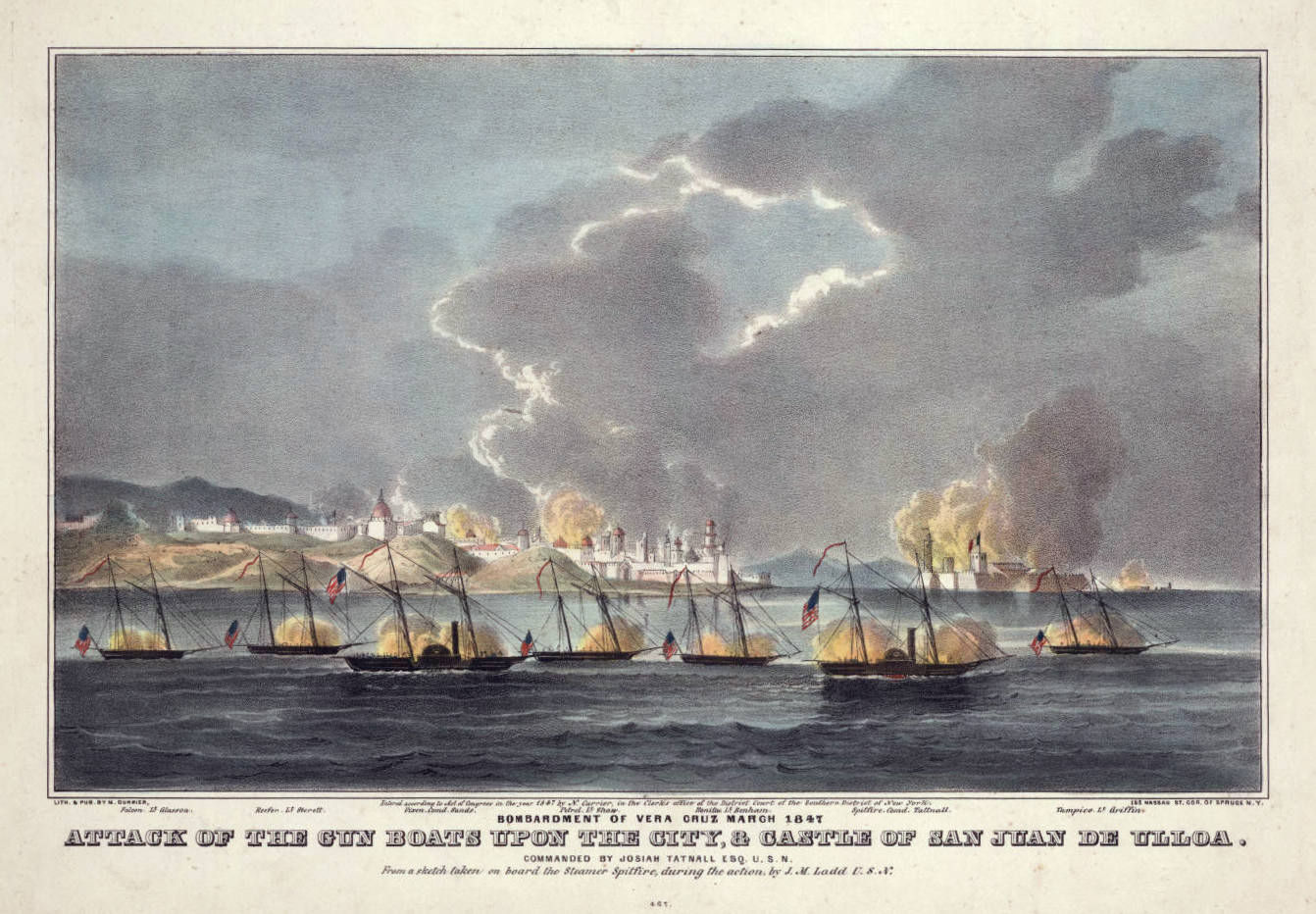
サンフアン・デ・ウルア砦へのアメリカ軍砲艦の攻撃、 アメリカ海軍J. M. Ladd のスケッチ

スコットはこのような報告を受けて包囲線に辛抱できなくなり、市への襲撃の作戦を立て始めた。3月25日、メキシコ軍が降伏条件協議のための休戦を提案してきた。メキシコ軍士官は女性と子供を市から出すことを懇願した。スコットはこれが遅延戦術だと考えて拒否し、砲撃を継続させた。
3月26日、モラレスの副指揮官ホセ・フアン・ランデロ・イ・コスがその指揮官を降伏の不名誉から救うために介入し、侵略者との休戦を要求した。3日間の交渉が続いた。
3月29日、メキシコ軍は公式にベラクルスとウルア砦の守備隊の降伏を認めた。その日、アメリカ国旗がサンフアン・デ・ウルア砦の上に翻った。

## 結果
3昼夜の砲撃でベラクルスが降伏し、メキシコの東海岸はアメリカ軍の支配に入った。スコットはその損失を最小にするという約束を守り、戦死者は13名に留まった。
スコットが統制できなかった他の要因として黄熱病があり、その軍隊を犯し始めていた。
しかし、スコットは直ぐにベラクルスには少数の守備隊を残し、内陸に侵攻する作戦を立て始めた。最初の標的はハラパだった。その過程でスコットはセルロ・ゴードの戦いでサンタ・アナ率いるかなりの軍勢に遭遇することになった。